# 氢氧化铊
氢氧化铊是一种无机化合物，化学式为Tl(OH)3。

## 制备
氢氧化铊可由三氯化铊和氢氧化钠反应制备，或由Tl+在碱性环境下的电化学氧化反应得到。